# Kończysty Wierch

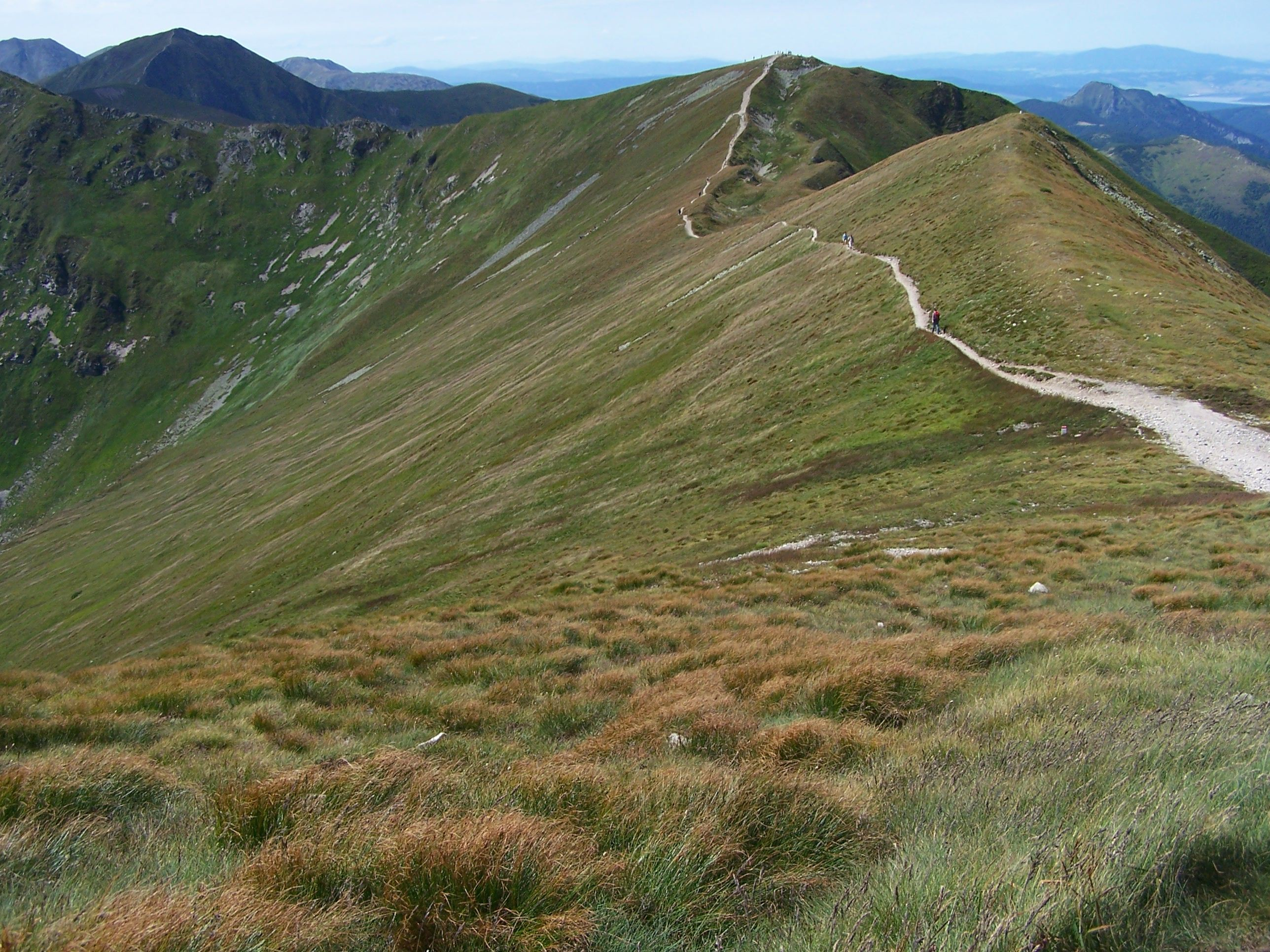
Widok ze zboczy Starorobociańskiego Wierchu

Kończysty Wierch lub Kończysta nad Jarząbczą (słow. Končistá) – szczyt o wysokości 2002 m w Tatrach Zachodnich, leżący w grani głównej Tatr, pomiędzy Starorobociańskim Wierchem, oddzielony od niego Starorobociańską Przełęczą (1975 m), i Jarząbczym Wierchem (a ściślej Kopą Prawdy), od którego oddziela go Jarząbcza Przełęcz (1954 m). Przez szczyty te i przełęcze biegnie granica polsko-słowacka. Kończysty Wierch jest szczytem zwornikowym – w kierunku północnym odchodzi od niego północna grań Kończystego Wierchu, w której wyróżnia się szczyt Czubika (oddzielony od Kończystego Wierchu Dudową Przełęczą) i Trzydniowiański Wierch. Grań ta oddziela od siebie doliny: Starorobociańską i Jarząbczą. Od południowej strony Kończysty Wierch wznosi się nad Doliną Zadnią Raczkową. Oprócz tych trzech grani opadają z Kończystego Wierchu jeszcze dwie grzędy: w kierunku północno-zachodnim do doliny Jarząbczej Jarząbczy Kopieniec, w północno-wschodnim do Doliny Starorobociańskiej bezimienna grzęda tworząca południowe ograniczenie Dudowej Kotliny.
Zbudowany jest ze skał krystalicznych, głównie granodiorytów rohackich. Kopulasty wierzchołek porośnięty jest niską murawą z sitem skuciną. Od północnego wschodu jego stoki (Nieskorniaki), sąsiadujące ze stokami Czubika, podcięte są niewielkim kotłem lodowcowym zwanym Dudową Kotliną, leżącym w górnej części Doliny Starorobociańskiej. Znajduje się w nim kilka niewielkich Dudowych Stawków. Grań pomiędzy Kończystym Wierchem a Starorobociańskim Wierchem jest w charakterystyczny sposób rozdwojona, znajduje się w niej podłużny rów grzbietowy. Nazwa szczytu występuje już na mapach z 1796 r. jako Koncisti.
Szczyt może być mylony ze szczytem w Tatrach Wysokich – Kończystą – gdyż ich słowackie nazwy są identyczne.

## Szlaki turystyczne
Na szczycie krzyżuje się kilka szlaków turystycznych:
 – czerwony biegnący główną granią od Wołowca przez Łopatę i Jarząbczy Wierch na Kończysty Wierch, stąd dalej na Starorobociański Wierch i przełęcz Liliowy Karb.
- Czas przejścia z Wołowca na Kończysty Wierch: 2:15 h, z powrotem 2:15 h
- Czas przejścia z Kończystego Wierchu na Liliowy Karb: 1:15 h, z powrotem 1:15 h

 – zielony poniżej wierzchołka Czubika na Trzydniowiański Wierch. Czas przejścia: 45 min, ↑ 1 h
  – kilkadziesiąt metrów na wschód od wierzchołka na stronę słowacką odchodzi z przełęczy żółty szlak, biegnący Doliną Zadnią Raczkową przez Polanę pod Klinem, a dalej Doliną Raczkową do Niżniej Łąki w Dolinie Wąskiej. Czas przejścia: 3:15 h, ↑ 4:20 h